# John Renshaw Carson
Pour les articles homonymes, voir Renshaw et Carson.
John Renshaw Carson (né le 28 juin 1886 à Pittsburgh, en Pennsylvanie - 31 octobre 1940) est un pionnier des télécommunications américain et un théoricien du traitement du signal. Il inventa la modulation en bande latérale unique. Son nom reste attaché à une variante de la transformée de Laplace, la « transformation de Carson ».

## Biographie
Carson obtint sa licence ès sciences à l’Université de Princeton en 1907, puis suivit les cours du Massachusetts Institute of Technology (année 1907-1908) avant de terminer son master en génie électrique à Princeton en 1909, qu'il compléta par un master of science en 1912. De 1912 à 1914, Carson fut chargé de cours en physique et génie électrique à Princeton, mais dès 1913 la société American Telephone & Telegraph (AT&T) lui offrait un poste d'ingénieur, de sorte qu'il quitta l’université en 1914.
À AT&T, Carson s'employa aux premières expériences touchant ce qu'on appelait alors le « radio-téléphone ». En 1915 il inventa la modulation en bande latérale unique qui permettait de transmettre plusieurs appels téléphoniques simultanément à partir d'un seul circuit électrique, et on le laissa équiper la liaison Pittsburgh–Baltimore avec ce dispositif encore expérimental. En 1922 il publia sa théorie mathématique de la modulation de fréquence (FM), dans laquelle apparaît pour la première fois la règle de la bande passante. Dans cet article de 1922, Carson condamne la modulation FM sous sa version « modulation en bande étroite », qui consiste à contenir la variation de fréquence en deçà de la bande passante audio ; par la suite, cependant, Edwin Armstrong devait établir que la FM devient intéressante à condition d'employer une plage de fréquences significativement plus large que la bande passante audio. De 1917 à 1925, Carson étudia par le calcul opérationnel les effets du filtrage sur la modulation d'amplitude, qui permit ultérieurement aux concepteurs de téléphones de comprendre le phénomène de diaphonie, qui accompagne le multiplexage de plusieurs appels sur une même ligne. Il consacra une série d'articles à ce sujet, publiés dans le Bell System Technical Journal, dont il donna la synthèse dans son traité de 1926, « Electrical Circuit Theory and Operational Calculus ».
Après 1925, Carson termina sa carrière aux Laboratoires Bell, où il était employé comme mathématicien et ingénieur électricien. Parmi ses écrits les plus notables de cette dernière période, il y a lieu de mentionner son interprétation théorique des expériences de George Southworth sur les ondes guidées en 1932.

## Récompenses
Carson reçut en 1924 de l'IEEE le prix Morris N. Liebmann « en récompense de ses contributions importantes à la théorie des circuits oscillants et, en particulier, pour ses recherches sur les dispositifs de filtrage et la téléphonie à bande latérale unique. » Il fut Docteur honoris causa du Brooklyn Polytechnic Institute (1937), et en 1939 le Franklin Institute lui décerna la médaille Elliott Cresson. Ses lettres d'étudiant sont conservées dans les archives de l’Université de Princeton.

## Œuvres choisies
- J. R. Carson, « Wave Propagation over Parallel Wires: The Proximity effect », Philosophical Magazine, vol. IXLI,‎ juin 1921, p. 607-633.
- J. R. Carson, « Notes on the Theory of Modulation », Proceedings of the Institute of Radio Engineers, vol. 10, no 1,‎ février 1922, p. 57–64.
- J. R. Carson, « A Generalization of Reciprocal Theorem », Bell System Technical Journal, vol. 3,‎ 1924, p. 393-399 (lire en ligne)
- J. R. Carson, « Selective Circuits and Static Interference », Bell System Technical Journal,‎ 1925 (lire en ligne)
- J. R. Carson, « Wave Propagation in Overhead Wires with Ground Return », Bell System Technical Journal, vol. 5],‎ 1926, p. 539 (lire en ligne)
- J. R. Carson, Electrical Circuit Theory and Operational Calculus, New York, McGraw-Hill, 1926.
- J. R. Carson, S. P. Mead, et S. A. Schelkunoff, « Hyper-Frequency Waveguides: Mathematical Theory », Bell System Technical Journal, vol. 15,‎ 1936, p. 310-333 (lire en ligne).